# Église de la Transfiguration de Beočin
Pour les articles homonymes, voir Église de la Transfiguration.
L'église de la Transfiguration de Beočin (en serbe cyrillique : Српска православна црква у Беочину ; en serbe latin : Srpska pravoslavna crkva u Beočinu) est une église orthodoxe serbe située dans la ville de Beočin, en Serbie, dans la municipalité de Beočin et dans le district de Bačka méridionale. Construite dans la seconde moitié du XVIIIe siècle, elle est inscrite sur la liste des monuments culturels de grande importance de la république de Serbie (identifiant no SK 1094).

## Présentation
L'église de la Transfiguration a été construite dans la seconde moitié du XVIIIe siècle dans le style baroque caractéristique de la Frontière militaire autrichienne. Elle est constituée d'une nef unique et son clocher a été restauré en 1906.
L'église possède une iconostase et des fresques qui lui donnent toute son importance. L'iconostase a été réalisée en 1791 par le sculpteur Aksentije Marković, originaire de Novi Sad ; les icônes ont été peintes par Stefan Gavrilović sous la direction d'Ilija Gavrilović en 1802 ; Stefan Gavrilović est considéré comme l'un des maîtres de la peinture baroque tardive en Serbie, ouvert aux influences de la peinture néoclassique du début du XIXe siècle ; l'artiste a également réalisé une partie des fresques de l'église. Dans la nef, les fresques de l'Ascension du Saint Esprit et de la lapidation de saint Étienne sont l'œuvre d'un artiste inconnu ; dans le narthex se trouvent des fresques datant de 1911, vraisemblablement dues à Kosta Vanđelović.